# Chiesa di Maria Santissima del Monte Carmelo (Taranto)

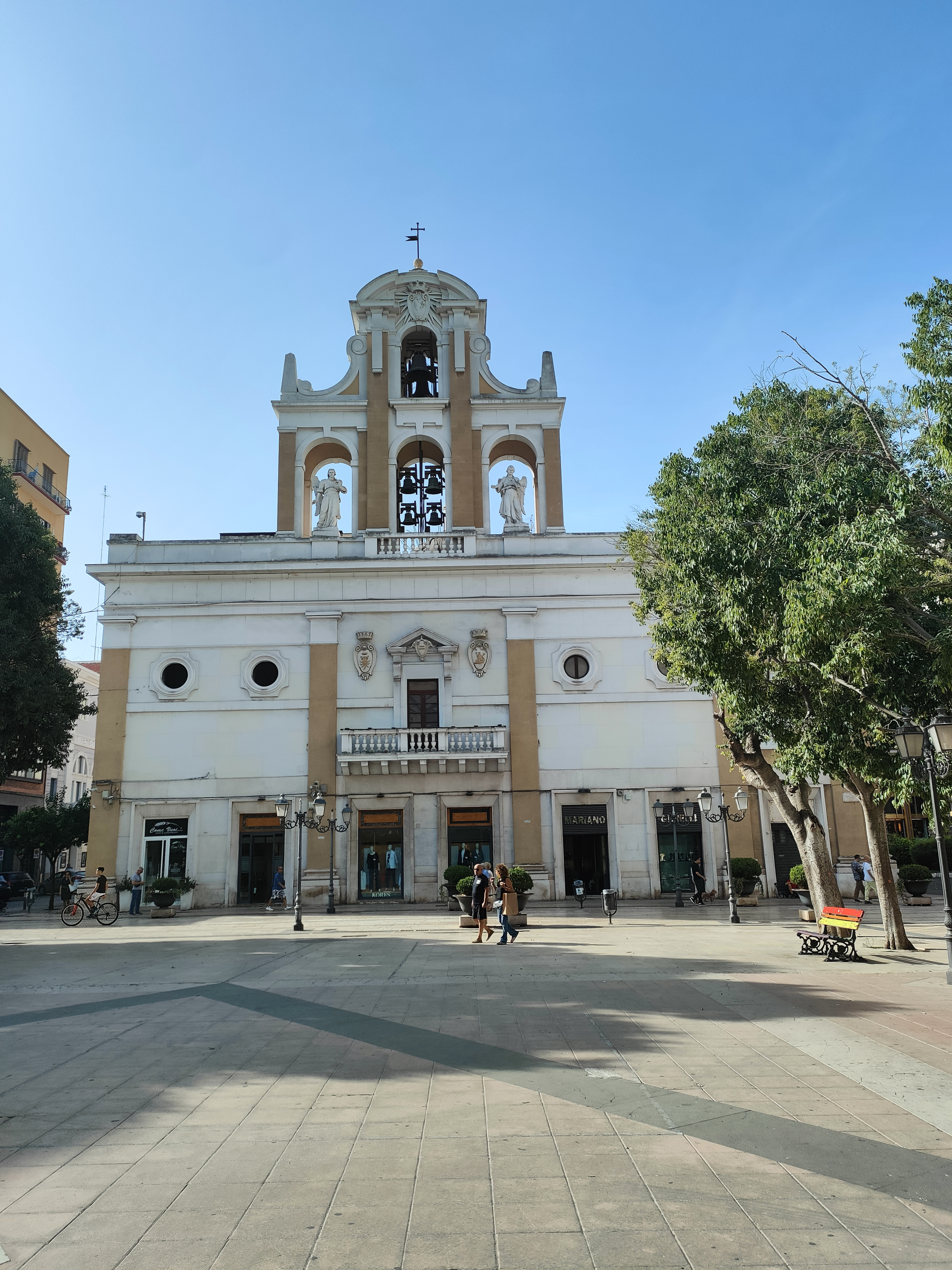

La chiesa di Maria Santissima del Monte Carmelo (comunemente detta chiesa del Carmine) di Taranto è una delle chiese del Borgo Umbertino della città. L'anno esatto di costruzione non è noto, ma l'esistenza della chiesa è attestata fin dal 1577, con il nome di "Santa Maria della Misericordia".
Con la gestione dei padri Carmelitani, fu in seguito dedicata alla Beata Vergine del monte Carmelo, come si può leggere da un'iscrizione in latino sulla trabeazione del prospetto principale:
"BEATAE VIRGINI A CARMELO DICATUM"
"DEDICATO ALLA BEATA VERGINE DEL MONTE CARMELO".

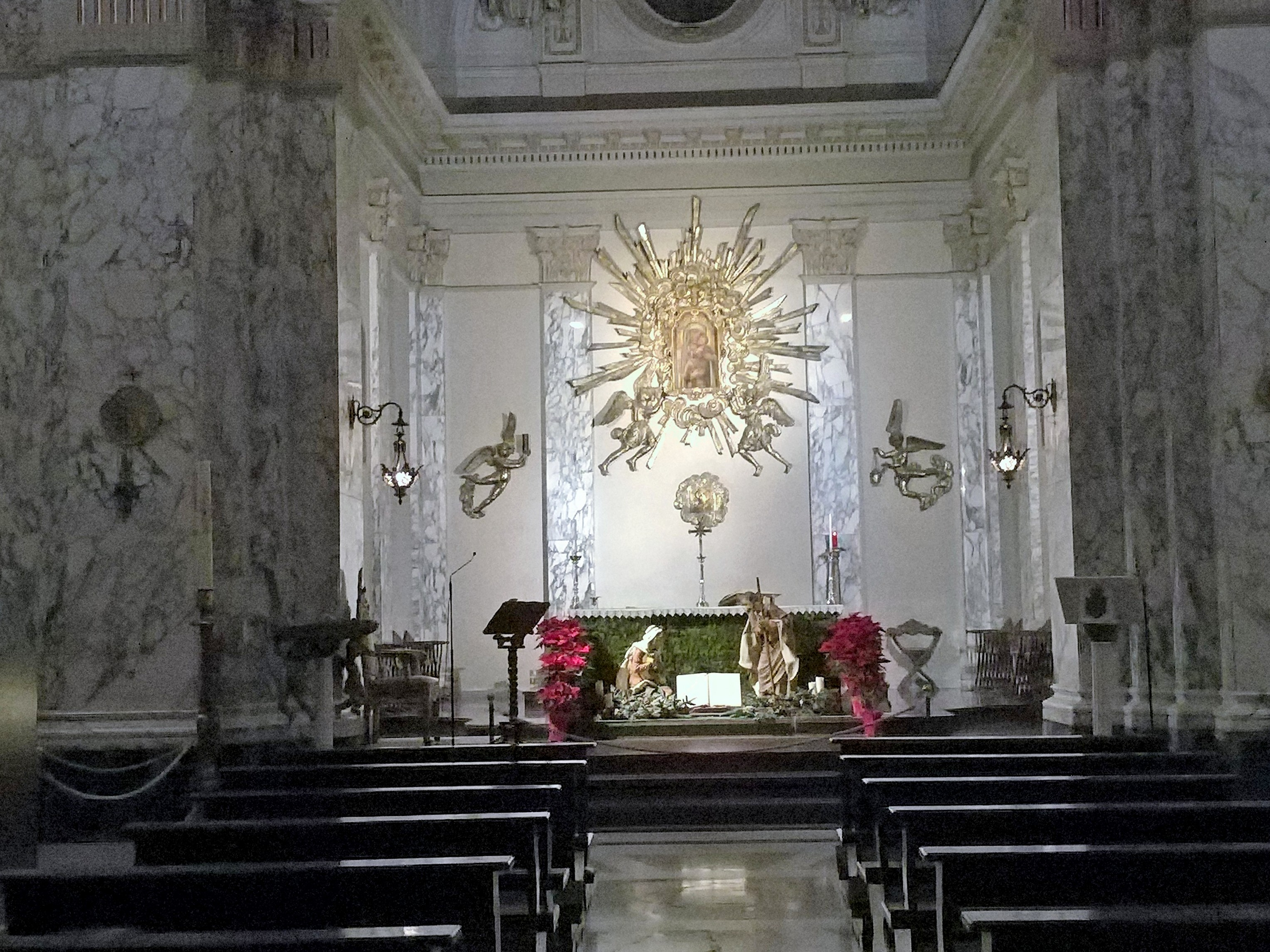

La chiesa nel corso dei secoli è stata più volte rimaneggiata, fino ad assumere l'attuale aspetto in stile neoclassico.
Il prospetto principale è da far risalire ad un rifacimento del 1937, e si presenta intervallato da sei elementi verticali aggettanti, sovrastati da capitelli che sorreggono la trabeazione. Tra le semicolonne centrali si apre il portale d'ingresso rettangolare, sormontato a sua volta da una piccola finestra circolare, mentre tra queste ultime e le paraste laterali trovano posto due coppie di nicchie vuote disposte in modo sovrapposto. Al di sopra della trabeazione, in asse con il portale, si trova un'edicola quadrangolare che ospita lo stemma dell'Arcivescovo Ferdinando Bernardi, mentre in corrispondenza delle paraste si ergono due piccoli obelischi.
Il prospetto laterale sulla via D'Aquino, è caratterizzato al piano terra dalla presenza di alcuni esercizi commerciali, mentre al primo piano da una fila di quattro oblò e da un balcone. Sovrasta il tutto una torre campanaria impreziosita da statue di angeli.

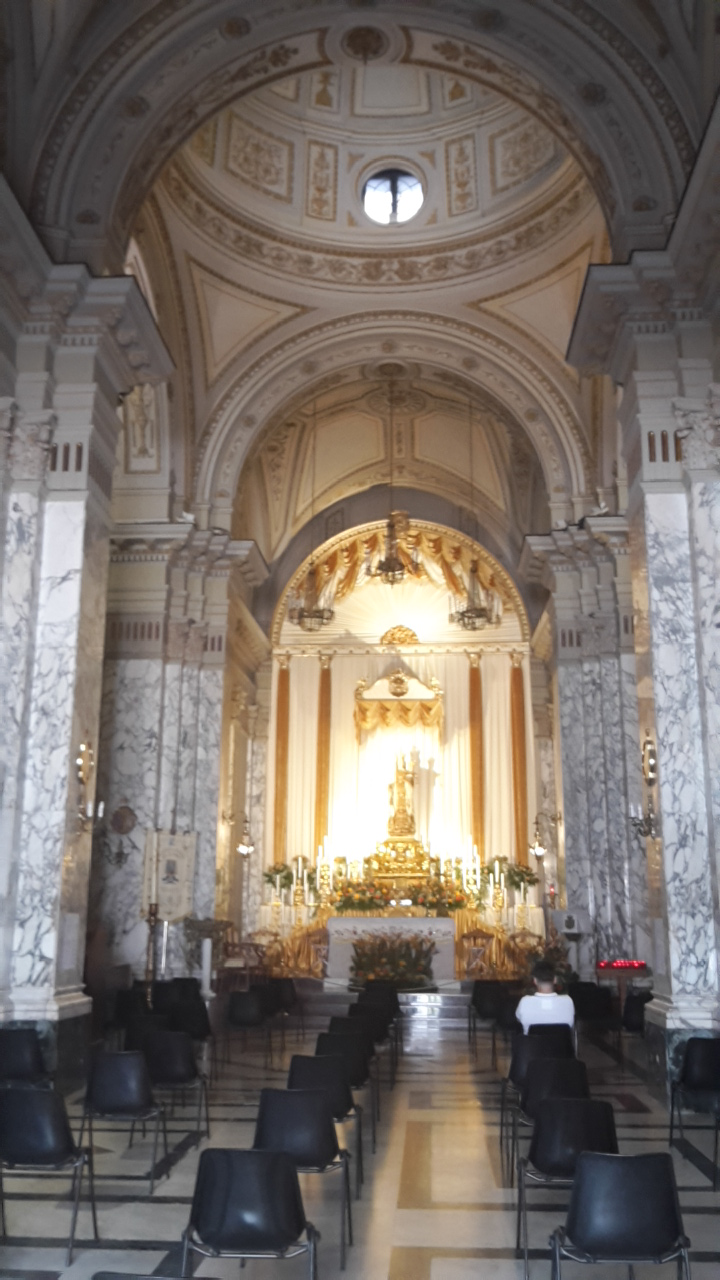
Interno

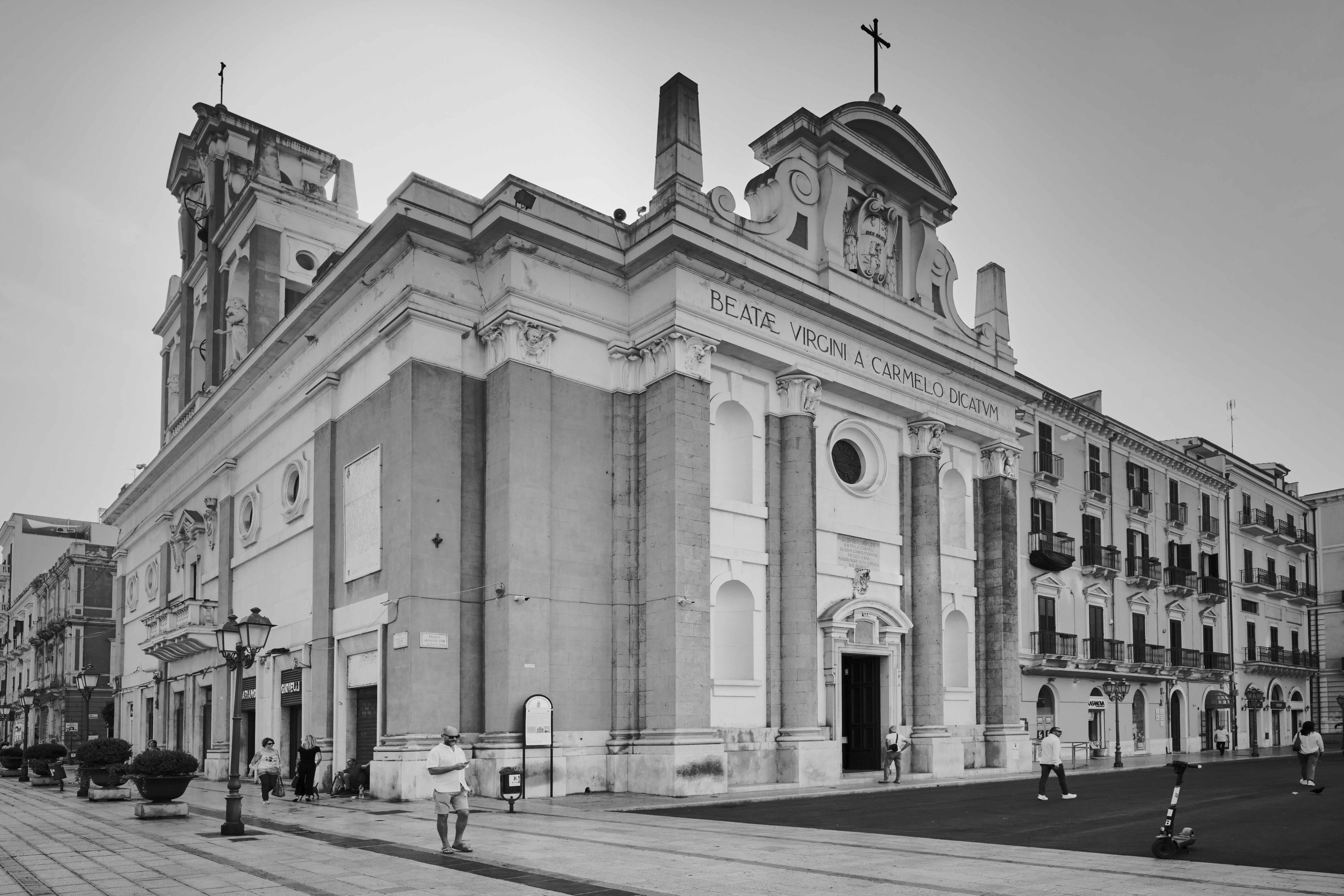

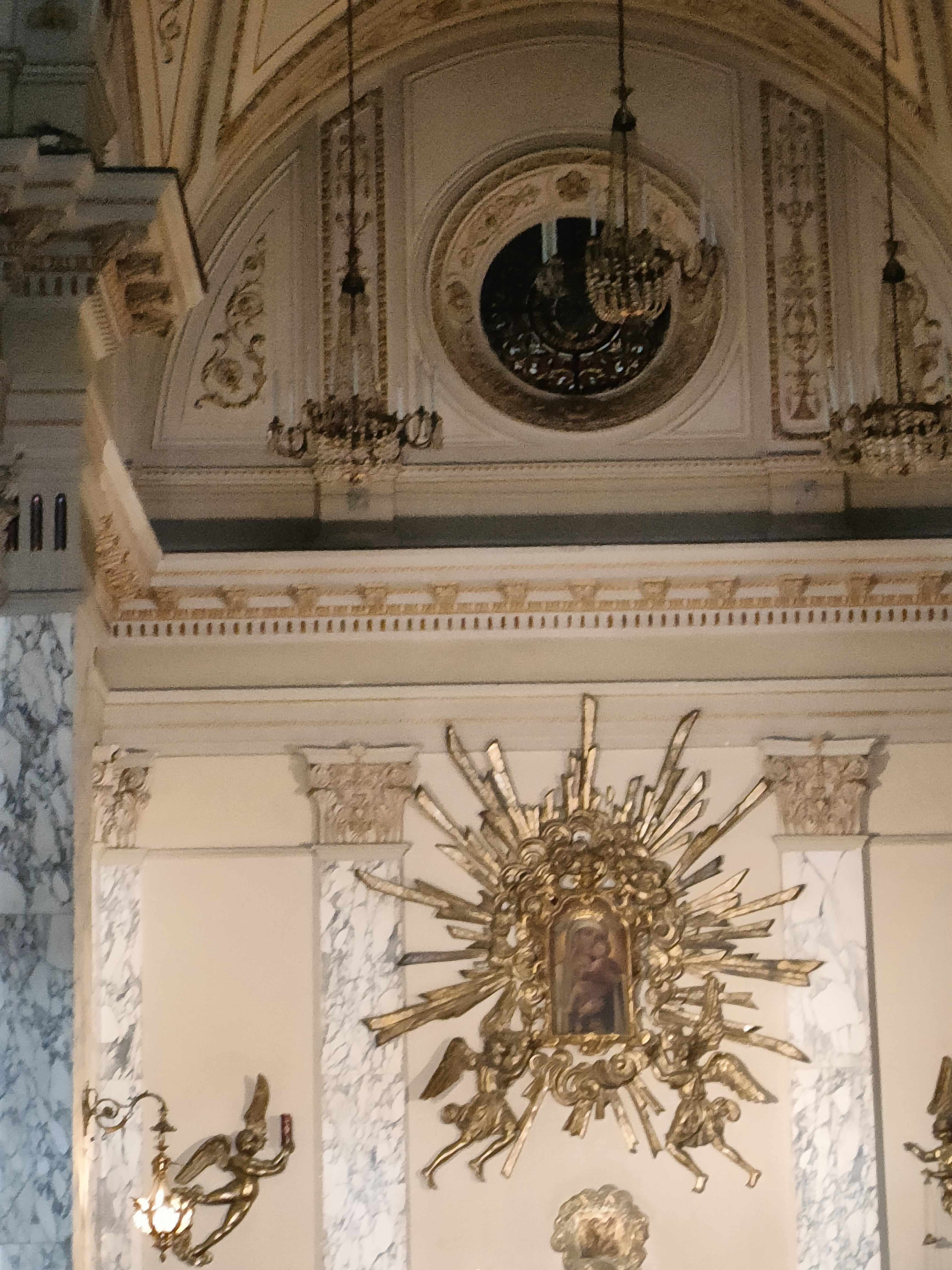

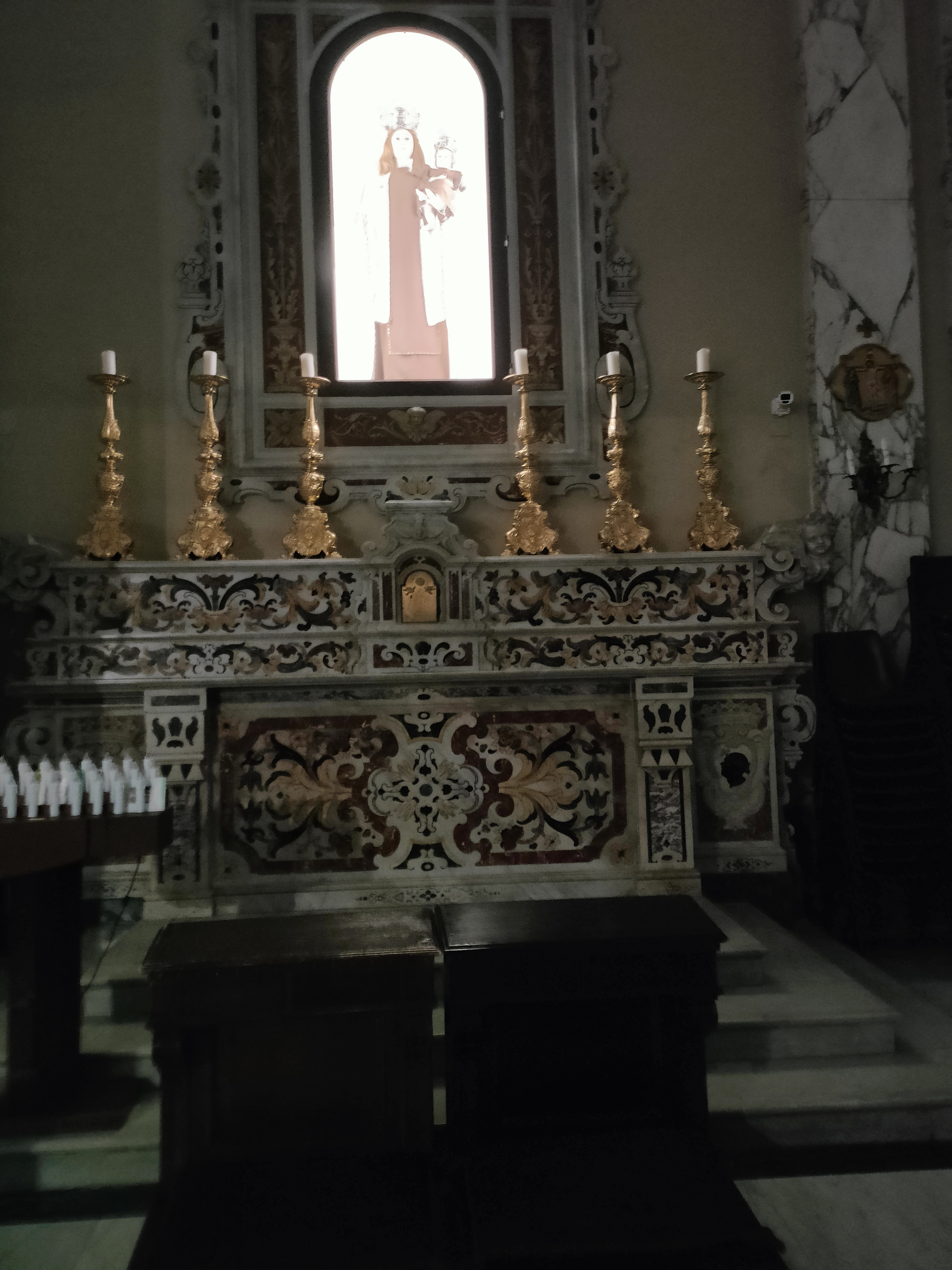

All'interno, la chiesa è a croce latina con una sola navata, sui cui lati si trovano le cappelle che custodiscono la statua di Gesù Morto e dell'Addolorata, donate dal nobile tarantino don Diego Calò nel settecento, e utilizzate nella Processione della Settimana Santa tarantina. 
Nella prima cappella alla destra dell'ingresso viene conservato un rocchio di colonna, sul quale la tradizione vuole che San Pietro abbia celebrato la prima Eucaristia della città, come attesta un'epigrafe voluta nel 1651 dall'arcivescovo Caracciolo e posta sulla nicchia insieme ad un'icona raffigurante il santo. 
Nel braccio sinistro del transetto trova posto il quadro della "Maddalena dei Pazzi" realizzata da Paolo De Matteis, mentre nel presbiterio, al di sopra dell'altare, trovano posto un quadro della Vergine del monte Carmelo ed altri dipinti del XVIII secolo, raffiguranti "San Pietro", la "Natività di Maria", "Elia", "San Marco".